# Blues Hall of Fame
De Blues Hall of Fame is een lijst met mensen die betekenisvolle bijdragen hebben verleend aan de bluesmuziek. Opgericht in 1980 door de Blues Foundation en gelegen in de Shelby County Office in Memphis, Tennessee, eert het degenen die hebben opgetreden, opgenomen of gedocumenteerd hebben, in verband met de blues uiteraard. In onderstaand overzicht zijn alleen personen vermeld en geen albums, liedjes of literaire werken.

## Leden

### 2019
- Aretha Franklin
- Pee Wee Crayton
- Ida Cox
- Booker T. & the M.G.'s
- Count Basie

### 2018
- The Aces
- Thomas Andrew Dorsey
- Sam Lay
- Mamie Smith
- Pops Staples

### 2017
- Johnny Copeland
- Henry Gray
- Willie Johnson
- Latimore
- Magic Slim
- Mavis Staples

### 2016
- Elvin Bishop
- Eddy Clearwater
- Jimmy Johnson
- John Mayall
- Memphis Jug Band

### 2015
- Eric Clapton
- Little Richard
- Tommy Brown

### 2014
- Dick Shurman
- Don Robey
- Mike Kappus
- Big Jay McNeely
- Eddie Shaw
- Eddie "Cleanhead" Vinson
- R. L. Burnside
- Robert Pete Williams

### 2013
- Earl Hooker
- Jimmie Rodgers
- Jody Williams
- Joe Louis Walker
- Little Brother Montgomery
- Otis Clay

Niet vanwege hun optredens:
- Cosimo Matassa
- Dave Clark
- Henry Glover

### 2012
- Billy Boy Arnold
- Mike Bloomfield
- Buddy Johnson & Ella Johnson
- Lazy Lester
- Furry Lewis
- Matt "Guitar" Murphy
- Frank Stokes
- Allen Toussaint

Niet vanwege hun optredens:
- Chris Albertson
- Horst Lippmann & Fritz Rau
- Doc Pomus
- Pervis Spann

### 2011
- Alberta Hunter
- Big Maybelle
- Denise LaSalle
- J.B. Lenoir
- John Hammond
- Robert Cray

- Niet vanwege hun optredens:
- Bruce Bromberg
- John W. Work III
- Samuel Charters
- Vivian Carter and Jimmy Bracken

### 2010
- Amos Milburn
- Bonnie Raitt
- Charlie Musselwhite
- Gus Cannon and Cannon's Jug Stompers
- Lonnie Brooks
- W.C. Handy

- Niet vanwege hun optredens:
- Peter Guralnick
- Sonny Payne

### 2009
- Reverend Gary Davis
- Son Seals
- Taj Mahal
- Irma Thomas
- Pee Wee Crayton
- Niet vanwege hun optredens:
- Clifford Antone
- Mike Leadbitter
- Bob Porter

### 2008
- Johnny Guitar Watson
- Hubert Sumlin
- Jimmy McCracklin
- Peetie Wheatstraw
- Jimmy Witherspoon
- Mississippi Sheiks

### 2007
- Dave Bartholomew
- Dr. John
- Guitar Slim
- Sister Rosetta Tharpe

Niet vanwege hun optredens:
- Art Rupe
- Ahmet Ertegün

### 2006
- Paul Butterfield
- James Cotton
- Bobby Rush
- Roy Milton

Niet vanwege hun optredens:
- Bobby Robinson
- Jerry Wexler
- Joe, Jules, Lester, and Saul Bihari

### 2005
- Ike Turner
- Walter Davis

Geen artiest:
- H. C. Speir

### 2004
- Bo Diddley
- Blind Boy Fuller

Geen artiest:
- J. Mayo Williams

### 2003
- Fats Domino
- Pinetop Perkins
- Dinah Washington
- Sippie Wallace

Geen artiest:
- Ralph Bass

### 2002
- Big Maceo Merriweather
- Ruth Brown

Geen artiest:
- Jim O'Neal

### 2001
- Rufus Thomas
- Etta James
- Little Junior Parker

Niet vanwege hun optredens:
- Theresa Needham
- Robert Palmer

### 2000
- Johnny Otis
- Stevie Ray Vaughan

Geen artiest:
- Dick Waterman

### 1999
- Roosevelt Sykes
- Clarence "Gatemouth" Brown

Niet vanwege hun optredens:
- Chris Strachwitz
- Lester Melrose

### 1998
- Luther Allison
- Junior Wells

Niet vanwege hun optredens:
- Lillian Shedd McMurry
- Sam Phillips

### 1997
- Brownie McGhee
- Koko Taylor

Niet vanwege hun optredens:
- Bruce Iglauer

### 1996
- Charles Brown
- David Honeyboy Edwards

Niet vanwege hun optredens:
- Pete Welding
- Bob Koester

### 1995
- Jimmy Rogers

Niet vanwege hun optredens:
- Leonard Chess
- Phil Chess

### 1994
- Arthur Big Boy Crudup
- Wynonie Harris

Niet vanwege hun optredens:
- Bill "Hoss" Allen
- John Lomax
- Alan Lomax
- John Richbourg
- Gene Nobles

### 1993
- Champion Jack Dupree
- Lowell Fulson

### 1992
- Skip James
- Johnny Shines
- Big Joe Williams

### 1991
- Sleepy John Estes
- Billie Holiday
- Fred McDowell
- Sunnyland Slim

### 1990
- Blind Blake
- Lonnie Johnson
- Bukka White

### 1989
- Clifton Chenier
- Robert Lockwood jr.
- Memphis Slim

### 1988
- Mississippi John Hurt
- Little Milton
- Jay McShann
- Johnny Winter

### 1987
- Percy Mayfield
- Eddie Taylor
- Sonny Terry

### 1986
- Albert Collins
- Tommy Johnson
- Lead Belly

### 1985
- Chuck Berry
- Buddy Guy
- J.B. Hutto
- Slim Harpo

### 1984
- Big Mama Thornton
- Hound Dog Taylor
- Otis Rush

### 1983
- Louis Jordan
- Albert King
- Robert Nighthawk
- Ma Rainey
- Big Joe Turner

### 1982
- Leroy Carr
- Ray Charles
- Big Walter Horton
- Freddie King
- Magic Sam

### 1981
- Bobby Blue Bland
- Roy Brown
- Blind Willie McTell
- Professor Longhair
- Tampa Red

### 1980
- Big Bill Broonzy
- Willie Dixon
- John Lee Hooker
- Lightnin' Hopkins
- Son House
- Howlin' Wolf
- Elmore James
- Blind Lemon Jefferson
- Robert Johnson
- B. B. King
- Little Walter
- Memphis Minnie
- Muddy Waters
- Charley Patton
- Jimmy Reed
- Bessie Smith
- Otis Spann
- T-Bone Walker
- Sonny Boy Williamson I (John Lee Williamson)
- Sonny Boy Williamson II (Aleck "Rice" Miller)